# 紅腸

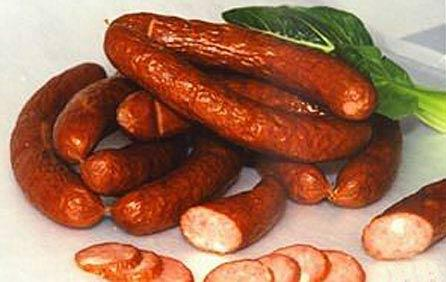
中国黒竜江省ハルビンの紅腸ソーセージ

紅腸（こうちょう、簡体字: 红肠; 繁体字: 紅腸; 拼音: hóngcháng、ホンチャン）は中国東北部でロシアのソーセージ作りに似せて作られているソーセージのことである。

## 概要

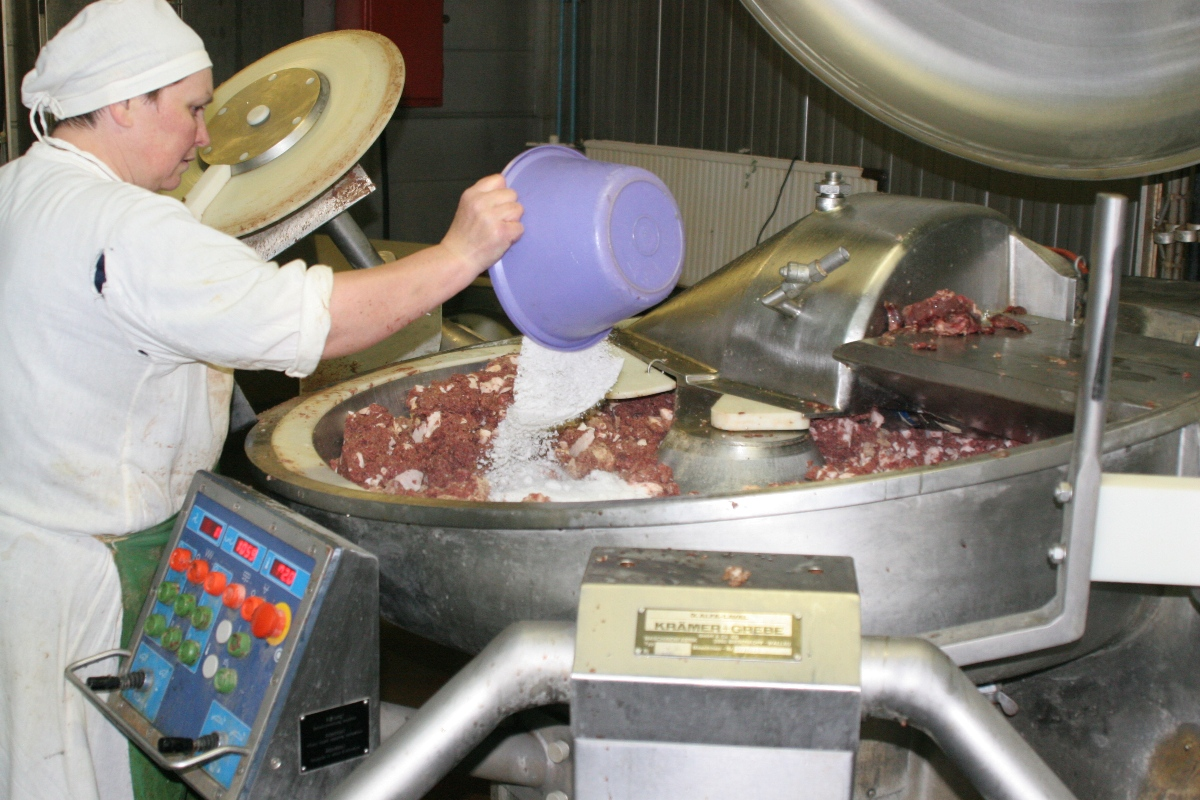
現代ロシアでのソーセージ作り

1897年に始まった東清鉄道の建設中に、ハルビンでロシア人が設立した秋林洋行で働くリトアニア人がソーセージ作りを始めたといわれている。外形に皺が多く、赤味が強くソ連時代の赤色の連想もあり、ソーセージの中国語は「香腸」なので「紅腸」と呼ばれている。リトアニア人が作り始めたソーセージであることから、リトアニア人（およびリトアニア風、中国語は立陶宛）のロシア語: литовский（リトーフスキー）を中国風にして、立多夫斯香腸とも、里道斯香腸ともいう。
東北人も他の中国人と同様に通常の工場で作られてスーパーで売られているソーセージを食べているが、紅腸はグルメ食品や観光食品として、特にハルビンの秋林集団が出荷する紅腸が東北部の大都市（ハルビン、長春、瀋陽、大連など）のグルメ食品店で売られている。

## 中国東北部へのロシアの影響
中国は隣国ロシアの影響を受けてきた。特に中国東北部のロシア人が直接入り込んだ地域において影響が強く、東北人が食べる食料にも及んでいて、ロシア風の「紅腸」（ソーセージ）と「大列巴」（パン）が好例である。

## 参照項目
- 中国ソーセージ
- ソーセージ
- 秋林集団
- 中国東北部